# Cantón de L'Hermenault
El cantón de L'Hermenault era una división administrativa francesa, que estaba situada en el departamento de Vandea y la región de Países del Loira.

## Composición
El cantón estaba formado por doce comunas:
- Bourneau
- L'Hermenault
- Marsais-Sainte-Radégonde
- Mouzeuil-Saint-Martin
- Nalliers
- Petosse
- Pouillé
- Saint-Cyr-des-Gâts
- Saint-Laurent-de-la-Salle
- Saint-Martin-des-Fontaines
- Saint-Valérien
- Sérigné

## Supresión del cantón de L'Hermenault
En aplicación del Decreto nº 2014-169 de 17 de febrero de 2014, el cantón de L'Hermenault fue suprimido el 22 de marzo de 2015 y sus 12 comunas pasaron a formar parte; nueve del nuevo cantón de La Châtaigneraie y tres del nuevo cantón de Luçon.